# Stefan Schmidtchen
Stefan Schmidtchen (* 21. Juli 1942 in Spremberg) ist ein deutscher Psychologe und ehemaliger Hochschullehrer.

## Leben
Stefan Schmidtchen promovierte im Jahr 1971 an der Christian-Albrechts-Universität zu Kiel mit einer Arbeit zum Einsatz von Spieltherapie bei mehrfach gestörten Kindern. Im Jahr 1978 wurde Schmidtchen zum Professor für Psychologie an der Universität Hamburg berufen. Dort übernahm er mehrfach die Ämter des Fachbereichssprechers und des Institutsdirektors. Im Jahr 2007 erfolgte die Emeritierung. Seine Forschungsschwerpunkte lagen im Bereich der Kinder- und Jugendpsychologie und hierbei insbesondere der Spieltherapie.

## Schriften (Auswahl)
- mit Anneliese Erb: Analyse des Kinderspiels. Ein Überblick über neuere psychologische Untersuchungen, 2. Aufl., Athenäum, Königstein/Ts. 1979, ISBN 978-3-7610-4126-0.
- Klientenzentrierte Spiel- und Familientherapie (Zugl.: Kiel, Univ., Diss., 1971), 4., neu ausgestattete Aufl., Beltz, PsychologieVerlagsUnion, Weinheim 1996, ISBN 978-3-621-27349-7.
- Allgemeine Psychotherapie für Kinder, Jugendliche und Familien. Ein Lehrbuch, Kohlhammer, Stuttgart/Berlin/Köln 2001, ISBN 978-3-17-015496-4.